# Đại Chánh
Đại Chánh is een xã in het district Đại Lộc, een van de districten in de Vietnamese provincie Quảng Nam.
Het Khe Tânmeer ligt voor een gedeelte in Đại Chánh.